# Power Wheel
Power Wheel is een historisch merk van hulpmotoren.
Dit Britse motorwiel werd in 1951 door de firma Tube Investments geproduceerd. Het was ontwikkeld door Cyril Pullin, die ook al bekend was van de merken Pullin-Groom en Ascot-Pullin. 